# Ломі семон (страва)

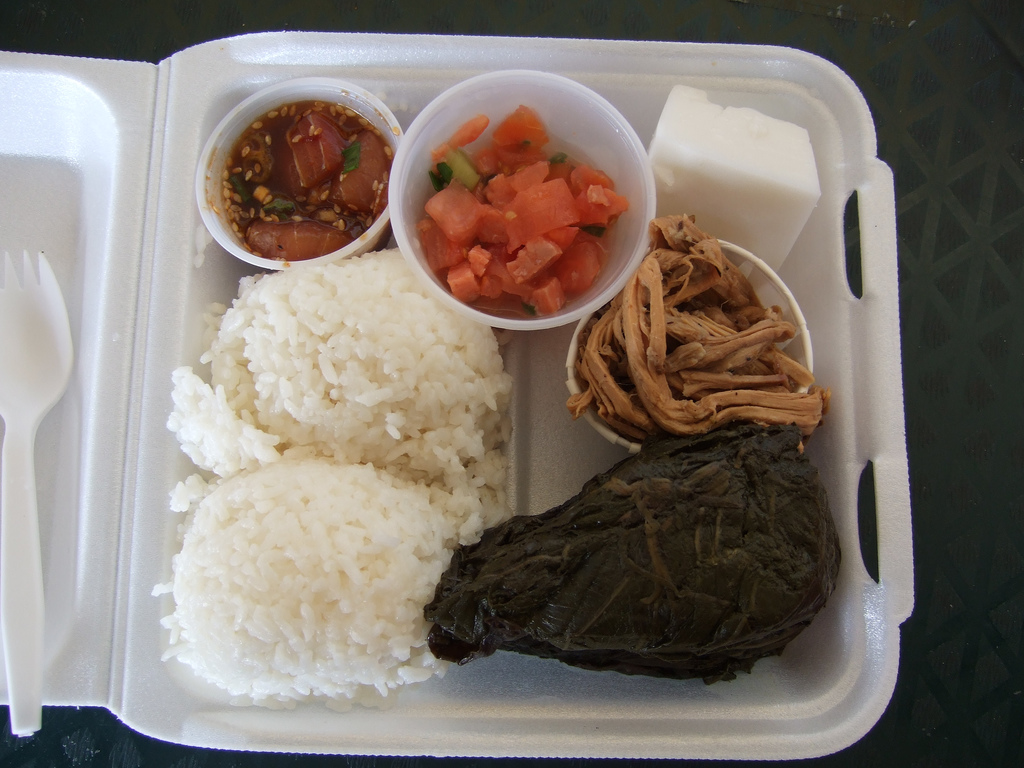
Піднос з гавайськими стравами, друга страва у верхньому ряду - ломі-ломі семон

Ломі семон (англ. Lomi salmon, більш відоме як lomi-lomi salmon) — популярний гарнір гавайської кухні. Це салат зі свіжих томатів та лосося, приготування якого гавайці перейняли у західних моряків. Зазвичай нарізаний скибочками солоний лосось змішується з томатами, солодкою цибулею Maui onion (або із зеленою цибулею) і, іноді, з пекучим перцем чилі і меленим льодом. Страва завжди подається холодною. Інші варіанти включають лосось, нарізані томати, огірок та солодку цибулю.
Назву lomi-lomi salmon страва одержала через спосіб приготування. Змішування лосося з іншими інгредієнтами виконується вручну, хіба що «масажуючи» солону рибу (lomi-lomi — гавайською означає «масажувати»).
Ломі-ломі семон — традиційний гарнір, що подається на гавайських Луау. Це класична складова частина частування на більшості гавайських свят та прийомів і вважається гавайською національною стравою.